# SET LIST〜グレイテストソングス 2006-2007〜
『SET LIST〜グレイテストソングス 2006-2007〜』（セット リスト グレイテストソングス にせんろくからにせんなな）は、AKB48の1枚目のベスト・アルバム。2008年1月1日にデフスターレコーズから発売された。

## 概要
本作は、CDが多く発売される水曜日ではなく、元日の火曜日に発売された。
AKB48は、過去に公演ごとの楽曲を収録したアルバムを6枚発売しているが、シングル曲を中心としたグループ全体としてのアルバムは、本作が初となる。
当初は、オリジナル・アルバムとして発売したが、後にベスト・アルバムに変更されている。
「初回生産限定盤」と「通常盤」の2種類で発売された。「初回生産限定盤」のみポスタージャケット仕様となっている。ジャケットの絵柄はそれぞれ異なる。ちなみに、「初回生産限定盤」に写っている後姿の女性は大堀恵である。
2010年7月14日に、デフスターレコーズ所属時の未収録曲「ロマンス、イラネ」や「桜の花びらたち2008」などが追加収録された「完全盤」が発売された。

## アートワーク
| 初回生産限定盤 | 大堀恵 |
| 通常盤         | 秋元才加、板野友美、大島優子、奥真奈美、小野恵令奈、河西智美、川崎希、 菊地あやか、小嶋陽菜、駒谷仁美、佐藤由加理、高橋みなみ、戸島花、中西里菜、 仲谷明香、前田敦子、増田有華、松岡由紀、峯岸みなみ、宮澤佐江 |

## 収録曲

### CD
1. 会いたかった (3:47)
（作詞：秋元康、作曲：BOUNCEBACK、編曲：田口智則・稲留春雄）
1stシングル表題曲。
2. BINGO! (4:09)
（作詞：秋元康、作曲：成瀬英樹、編曲：大内哲也）
4thシングル表題曲。
3. 夕陽を見ているか?（Original Mix）(4:56)
（作詞：秋元康、作曲：岡田実音、編曲：高島智明）
6thシングル表題曲。
4. 僕の太陽 (4:53)
（作詞：秋元康、作曲・編曲：井上ヨシマサ）
5thシングル表題曲。
5. 未来の果実 (4:54)
（作詞：秋元康、作曲：岡田実音、編曲：高島智明）
5thシングルカップリング曲。
6. Dear my teacher（チームA Ver.）(4:22)
（作詞：秋元康、作曲：岡田実音、編曲：景家淳）
インディーズ1stシングルカップリング曲。
7. スカート、ひらり（Album Mix）(4:02)
（作詞：秋元康、作曲：岡田実音、編曲：梅堀淳）
インディーズ2ndシングル表題曲のリミックス。オリジナル版から僅かに変化している。
8. 制服が邪魔をする (4:45)
（作詞：秋元康、作曲・編曲：井上ヨシマサ）
2ndシングル表題曲。
9. Virgin love（Album Mix）(4:11)
（作詞：秋元康、作曲・編曲：井上ヨシマサ）
2ndシングルカップリング曲。歌詞が一部分追加されている。
10. 軽蔑していた愛情 (4:16)
（作詞：秋元康、作曲・編曲：井上ヨシマサ）
3rdシングル表題曲。
11. 誕生日の夜（チームA Ver.）(4:53)
（作詞：秋元康、作曲：岡田実音、編曲：高島智明）
『チームA 3rd Stage「誰かのために」』公演の楽曲。
12. 転がる石になれ（チームK Ver.）(4:00)
（作詞：秋元康、作曲：山崎燿、編曲：Funta）
『チームK 2nd Stage「青春ガールズ」』公演の楽曲。
13. 桜の花びらたち（チームA Ver.）(5:23)
（作詞：秋元康、作曲：上杉洋史、編曲：樫原伸彦）
インディーズ1stシングル表題曲。
14. 「会いたかった」20連発（通常盤ボーナス・トラック）
「会いたかった」の選抜メンバー20名全員が「会いたかった」とつぶやく音源を収録。
  1. 秋元才加
  2. 板野友美
  3. 梅田彩佳
  4. 大江朝美
  5. 大島麻衣
  6. 大島優子
  7. 小野恵令奈
  8. 河西智美
  9. 小林香菜
  10. 小嶋陽菜
  11. 篠田麻里子
  12. 高橋みなみ
  13. 戸島花
  14. 中西里菜
  15. 成田梨紗
  16. 野呂佳代
  17. 前田敦子
  18. 松原夏海
  19. 峯岸みなみ
  20. 宮澤佐江

### DVD
1. 夕陽を見ているか?（ビデオクリップ）
2. Making of「夕陽を見ているか?」
3. 気分はちょっと、お正月…。（おまけ映像）